# Mediastinoscopie
Mediastinoscopie is een ingreep waarbij met een endoscoop in het mediastinum, de ruimte tussen de longen en naast het hart kan worden gekeken. Hier bevindt zich normaal geen holte, maar het bindweefsel ter plaatse is zo losmazig dat de endoscoop met inblazen van wat lucht toch vrij makkelijk in het rond kan worden bewogen. De ingreep wordt vooral gedaan om te zoeken naar abnormale lymfklieren en daar eventueel een monster uit te nemen. Dit gebeurt vooral bij verdenking op lymfkliermetastasen bij kanker, of bij door onduidelijke oorzaak opgezette lymfklieren. De mediastinoscoop wordt meestal net boven het borstbeen ingebracht.